# Список вулканів Малайзії
| Назва            | Висота | Висота | Місцезнаходження                                                                         | Останнє виверження |
| Назва            | метри  | фути   | Координати                                                                               | Останнє виверження |
| ---------------- | ------ | ------ | ---------------------------------------------------------------------------------------- | ------------------ |
| Бомбалай (гора)  | 531    | 1742   | Сабах (4°23′41″ пн. ш. 117°52′35″ сх. д. / 4.39472° пн. ш. 117.87639° сх. д. )           | Голоцен            |
| Люсія (гора)     | 1201   | 3940   | Сабах (4°28′12″ пн. ш. 117°56′21.84″ сх. д. / 4.47000° пн. ш. 117.9394000° сх. д. )      | Голоцен            |
| Магдалена (гора) | 1310   | 4298   | Сабах (4°29′26.88″ пн. ш. 117°57′47.88″ сх. д. / 4.4908000° пн. ш. 117.9633000° сх. д. ) | Голоцен            |
| Марія (вулкан)   | 1020   | 3346   | Сабах (4°26′6″ пн. ш. 117°57′9″ сх. д. / 4.43500° пн. ш. 117.95250° сх. д. )             | Голоцен            |
| Сі-Аміл          | -      | -      | Сабах (4°18′50″ пн. ш. 118°52′18″ сх. д. / 4.31389° пн. ш. 118.87167° сх. д. )           | невідомо           |
| Бодгая (острів)  | -      | -      | Сабах (4°37′35.1″ пн. ш. 118°45′28.2″ сх. д. / 4.626417° пн. ш. 118.757833° сх. д. )     | невідомо           |
| Пулау Тіга       | -      | -      | Сабах (5°43′19″ пн. ш. 115°38′59″ сх. д. / 5.72194° пн. ш. 115.64972° сх. д. )           | 1897               |

На території Малайзії є кілька вулканів, в основному вони розташовані в штаті Сабах. .

## Дивіться також
- Список гір Малайзії